# Vulpes pallida
La volpe pallida (Vulpes pallida Cretzschamar, 1827) è una specie di volpe diffusa nel Sahel.

## Descrizione
La volpe pallida ha il corpo allungato con zampe relativamente corte e il muso stretto. Le orecchie sono lunghe e arrotondate sulla punta. La coda è folta e con la punta nera. Le parti del corpo superiori sono di color sabbia pallido, mentre le parti inferiori sono biancastre. Un anello scuro contorna le orecchie della volpe.

## Distribuzione e habitat
È diffusa nel Sahel, dal Senegal ad ovest al Sudan ad est.

## Tassonomia
Sono note 5 sottospecie di volpe pallida:
- Vulpes pallida pallida
- Vulpes pallida cyrenaica
- Vulpes pallida edwardsi
- Vulpes pallida harterti
- Vulpes pallida oertzeni